# Liste der Olympiasieger im Baseball
Die Liste der Olympiasieger im Baseball führt sämtliche Sieger sowie die Zweit- und Drittplatzierten der Baseball-Wettbewerbe bei den Olympischen Sommerspielen auf.
Baseball war olympische Sportart seit den XXV. Olympischen Spielen 1992 in Barcelona bis zu den XIX. Olympischen Spielen 2008 in Peking.

## Überblick
| Olympia | Gold | Silber | Bronze |
| ------- | --- | --- | --- |
| 1992    | Kuba Omar Ajete Rolando Arrojo Giorge Díaz José Raúl Delgado José Estrada González Juan Padilla Osvaldo Fernández Juan Carlos Pérez Antonio Pacheco Lourdes Gourriel Orlando Hernández Luis Ulacia Alberto Hernández Ermidelio Urrutia Víctor Mesa Orestes Kindelán Omar Linares Germán Mesa Jorge Luis Valdés Lázaro Vargas                                           | Chinesisch Taipeh Chang Cheng-hsien Chang Wen-chung Chang Yaw-teing Lin Chao-huang Lo Chen-jung Chen Chi-hsin Chen Wie-Chen Chiang Tai-chuan Pai Kun-hong Huang Chung-yi Huang Wen-po Jong Yeu-jeng Wang Kuang-shih Ku Kuo-chian Kuo Lee Chien-fu Liao Ming-hsiung Lin Kun-han Lo Kuo-chong Tsai Ming-hung Wu Shih-hsin                                                                | Japan Tomohito Itō Shin’ichirō Kawabata Masahito Kohiyama Hirotami Kojima Hiroki Kokubo Takashi Miwa Hiroshi Nakamoto Hiroyuki Sakaguchi Masafumi Nishi Kōichi Ōshima Shin’ichi Satō Akihiro Togō Kōji Tokunaga Kazutaka Nishiyama Yasunori Takami Yasuhiro Satō Masanori Sugiura Kento Sugiyama Shigeki Wakabayashi Katsumi Watanabe                                                    |
| 1996    | Kuba Omar Ajete Miguel Caldés José Contreras José Estrada González Jorge Fumero Alberto Hernández Rey Isaac Orestes Kindelán Pedro Luis Lazo Omar Linares Omar Luis Juan Manrique Eliecer Montes de Oca Antonio Pacheco Juan Padilla Eduardo Paret Ormari Romero Antonio Scull Luis Ulacia Lázaro Vargas                                                               | Japan Kōsuke Fukudome Yoshitomo Tani Hitoshi Ono Masahiro Nojima Hideaki Ōkubo Jūtarō Kimura Yasuyuki Saigō Takayuki Takabayashi Takeo Kawamura Takao Kuwamoto Daishin Nakamura Kōichi Misawa Tomoaki Satō Masanori Sugiura Makoto Imaoka Nobuhiko Matsunaka Takashi Kurosu Tadahito Iguchi Masao Morinaka Masahiko Mori                                                               | Vereinigte Staaten Seth Greisinger Chad Allen Andrew Jay Hinch Robert Allen Dickey Kris Benson Troy Glaus Jason Williams Kip Harkrider Jacque Jones Billy Koch Mark Kotsay Mall LeCroy Travis Lee Braden Looper Brian Loyd Warren Morris Augie Ojeda Jim Parque Jeff Weaver Chad Green                                                                                                   |
| 2000    | Vereinigte Staaten Brent Abernathy Kurt Ainsworth Pat Borders Sean Burroughs John Cotton Travis Dawkins Adam Everett Ryan Franklin Chris George Shane Heams Marcus Jensen Mike Kinkade Rick Krivda Doug Mientkiewicz Mike Neill Roy Oswalt Jon Rauch Anthony Sanders Bobby Seay Ben Sheets Brad Wilkerson Todd Williams Ernie Young Tim Yong                           | Kuba Omar Ajete Yovany Aragon Miguel Caldés Danel Castro José Contreras Yobal Dueñas Yasser Gómez José Ibar Orestes Kindelán Pedro Luis Lazo Omar Linares Oscar Macías Juan Manrique Javier Manrique Javier Méndez Rolando Meriño Germán Mesa Antonio Pacheco Ariel Pestano Gabriel Pierre Maels Rodríguez Antonio Scull Luis Ulacia Lazaro Valle Norge Luis Vera                      | Südkorea Chong Tae-hyon Chung Min-tae Hong Sung-heon Jang Sung-ho Jin Pit-jung Jung Soo-keun Kim Dong-joo Kim Han-soo Kim Ki-tae Kim Soo-kyung Kim Tae-gyun Koo Dae-sung Lee Byung-kyu Lee Seung-ho Lee Seung-yeop Lim Chang-yong Lim Sun-dong Park Jae-hong Park Jin-man Park Jong-ho Park Kyung-oan Park Seok-jin Son Min-han Song Jin-wao                                             |
| 2004    | Kuba Danny Betancourt Luis Borroto Frederich Cepeda Yorelvis Charles Michel Enríquez Norberto González Yulieski Gourriel Pedro Luis Lazo Roger Machado Jonder Martínez Frank Montieth Vicyohandri Odelín Adiel Palma Eduardo Paret Ariel Pestano Alexei Ramírez Eriel Sánchez Antonio Scull Carlos Tabares Yoandry Urgellés Osmani Urrutia Manuel Vega Norge Luis Vera | Australien Craig Anderson Thomas Brice Adrian Burnside Gavin Fingleson Paul Gonzalez Nick Kimpton Brendan Kingman Craig Lewis Graeme Lloyd David Nilsson Trent Oeltjen Wayne Ough Chris Oxspring Brett Roneberg Ryan Rowland Smith John Stephens Phil Stockman Brett Tamburrino Richard Thompson Andrew Utting Ben Wigmore Glenn Williams Jeff Williams Rodney van Buizen              | Japan Ryōji Aikawa Yūya Andō Atsushi Fujimoto Kōsuke Fukudome Hirotoshi Ishii Hisashi Iwakuma Hitoki Iwase Kenji Jōjima Makoto Kaneko Takuya Kimura Masahide Kobayashi Hiroki Kuroda Daisuke Matsuzaka Daisuke Miura Shin’ya Miyamoto Arihito Muramatsu Norihiro Nakamuru Michihiro Ogasawara Naoyuki Shimizu Yoshinobu Takahashi Yoshitomo Tani Kōji Uehara Kazuhiro Wada Tsuyoshi Wada |
| 2008    | Südkorea Bong Jung-keun Chong Tae-hyon Han Ki-joo Kwon Hyuk Jang Won-sam Jeong Keun-woo Jin Kab-yong Kang Min-ho Kim Dong-joo Kim Hyung-soo Kim Kwang-hyun Kim Min-jae Ko Young-min Lee Dae-ho Lee Jin-young Lee Jong-wook Lee Seung-yeop Lee Taek-keun Lee Yong-kyu Oh Seung-hwan Park Jin-man Ryu Hyun-jin Song Seung-jun Yoon Suk-min                               | Kuba Alexei Bell Frederich Cepeda Alfredo Despaigne Giorvis Duvergel Michel Enríquez Norberto González Yulieski Gourriel Miguel Lahera Pedro Luis Lazo Jonder Martínez Alexander Mayeta Rolando Meriño Luis Navas Vicyohandri Odelín Héctor Olivera Adiel Palma Eduardo Paret Yadier Pedroso Ariel Pestano Luis Rodríguez Elier Sánchez Eriel Sánchez Yoandry Urgellés Norge Luis Vera | Vereinigte Staaten Brett Anderson Jake Arrieta Brian Barden Matthew Brown Trevor Cahill Jeremy Cummings Jason Donald Brian Duensing Dexter Fowler John Gall Mike Hessman Kevin Jepsen Brandon Knight Michael Koplove Matt LaPorta Lou Marson Blaine Neal Jayson Nix Nate Schierholtz Jeff Stevens Stephen Strasburg Taylor Teagarden Terry Tiffee Casey Weathers                         |
| 2020    | Japan Hideto Asamura Kōyō Aoyagi Sōsuke Genda Hiromi Itō Suguru Iwazaki Takuya Kai Ryosuke Kikuchi Kensuke Kondō Ryoji Kuribayashi Ryōya Kurihara Masato Morishita Munetaka Murakami Yūdai Ōno Hayato Sakamoto Kodai Senga Seiya Suzuki Kaima Taira Masahiro Tanaka Ryūtarō Umeno Tetsuto Yamada Yoshinobu Yamamoto Yasuaki Yamasaki Yūki Yanagita Masataka Yoshida    | Vereinigte Staaten Nick Allen Eduardo Alvarez Tyler Austin Shane Baz Anthony Carter Triston Casas Brandon Dickson Tim Federowicz Eric Filia Todd Frazier Anthony Gose Edwin Jackson Scott Kazmir Patrick Kivlehan Mark Kolozsvary Jack López Nick Martinez Scott McGough David Robertson Joe Ryan Ryder Ryan Bubba Starling Jamie Westbrook Simeon Woods Richardson                    | Dominikanische Republik Darío Álvarez Gabriel Arias Jairo Asencio Roldani Baldwin José Bautista Emilio Bonifácio Melky Cabrera Luis Felipe Castillo Jumbo Díaz Juan Francisco Junior García Jeison Guzmán Jhan Mariñez Cristopher Mercedes Erick Mejia Johan Mieses Gustavo Núñez Yefri Pérez Denyi Reyes Julio Rodríguez Ramón Rosso Ángel Sánchez Charlie Valerio                      |

## Medaillengewinner
Aufgenommen werden Baseballer, die mindestens zwei olympische Goldmedaillen gewonnen haben.
| Platz | Name                  | Land | Von  | Bis  | Gold | Silber | Bronze | Gesamt |
| ----- | --------------------- | ---- | ---- | ---- | ---- | ------ | ------ | ------ |
| 1.    | Pedro Luis Lazo       | Kuba | 1996 | 2008 | 2    | 2      | –      | 4      |
| 2.    | Omar Linares          | Kuba | 1992 | 2000 | 2    | 1      | –      | 3      |
| 2.    | Omar Ajete            | Kuba | 1992 | 2000 | 2    | 1      | –      | 3      |
| 2.    | Antonio Pacheco       | Kuba | 1992 | 2000 | 2    | 1      | –      | 3      |
| 2.    | Orestes Kindelán      | Kuba | 1992 | 2000 | 2    | 1      | –      | 3      |
| 2.    | Luis Ulacia           | Kuba | 1992 | 2000 | 2    | 1      | –      | 3      |
| 2.    | Eduardo Paret         | Kuba | 1996 | 2008 | 2    | 1      | –      | 3      |
| 2.    | Antonio Scull         | Kuba | 1996 | 2004 | 2    | 1      | –      | 3      |
| 9.    | Juan Padilla          | Kuba | 1992 | 1996 | 2    | –      | –      | 2      |
| 9.    | Alberto Hernández     | Kuba | 1992 | 1996 | 2    | –      | –      | 2      |
| 9.    | José Estrada González | Kuba | 1992 | 1996 | 2    | –      | –      | 2      |
| 9.    | Lázaro Vargas         | Kuba | 1992 | 1996 | 2    | –      | –      | 2      |

## Nationenwertung
| Platz | Land                    | Gold | Silber | Bronze | Gesamt |
| ----- | ----------------------- | ---- | ------ | ------ | ------ |
| 1.    | Kuba                    | 3    | 2      | –      | 5      |
| 2.    | Japan                   | 1    | 1      | 2      | 4      |
| 2.    | Vereinigte Staaten      | 1    | 1      | 2      | 4      |
| 4.    | Südkorea                | 1    | –      | 1      | 2      |
| 5.    | Australien              | –    | 1      | –      | 1      |
| 5.    | Chinesisch Taipeh       | –    | 1      | –      | 1      |
| 7.    | Dominikanische Republik | –    | –      | 1      | 1      |